# Los condenados

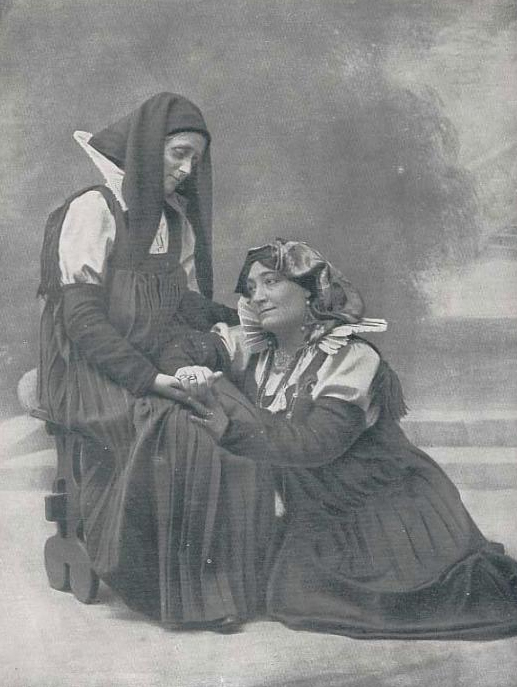
Elisa Méndez (izqda) y Carmen Cobeña en una escena de la obra

Los condenados es una obra de teatro en tres actos y un prólogo, de Benito Pérez Galdós, estrenada en el Teatro de la Comedia de Madrid el 11 de diciembre de 1894.

## Argumento
Ambientada en el valle de Ansó. La joven Salomé está destinada por su familia a contraer matrimonio con el honrado Santiago Paternoy. Sin embargo, Salomé mantiene amoríos con el bandolero José León, lo que lleva a Santiago a abandonar su intenciones y bendecir el amor de su prometida y José. Estos desean acomodarse en una granja alquilada que les permita emprender una nueva vida. La falta de recursos motiva que José solicite la ayuda de una antigua amante. Avisada de la situación, Salomé, agraviada, denuncia ante el pueblo las fechorías de su amante, que es casi objeto de linchamiento. Santiago y la anciana Santamona aplacan la ira de los lugareños con la intención de regenerar a José. Salomé, mientras tanto, se ha enclaustrado en un convento, donde recibe tiempo después la visita de su antiguo amante. Salomé ha perdido casi el juicio y a José no le queda otra opción que entregarse a la justicia, que acabará colgándole de la horca.

## Elenco
- Estreno, 1894. Dirección: Emilio Mario. Intérpretes: Carmen Cobeña (Salomé), Emilio Thuillier (José), Miguel Cepillo (Santiago), Alfredo Cirera, María Cancio.[1]